# Hermann Steinhauer
Hermann Steinhauer (Lebensdaten unbekannt) war ein deutscher Fußballspieler.

## Karriere

### Vereine
Steinhauer gehörte dem Duisburger SpV an, für den er als Stürmer von 1912 bis 1914 in den vom Westdeutschen Spiel-Verband ausgetragenen Meisterschaften, zunächst in einer zehn Mannschaften umfassenden Verbandsliga, danach im Ruhrkreis, Punktspiele bestritt. Während seiner Vereinszugehörigkeit gewann er zweimal die Westdeutsche Meisterschaft, die zugleich zur Teilnahme an den Endrunden um die Deutsche Meisterschaft berechtigten.
Am 20. April 1913 bestritt er in Frankfurt am Main sein erstes Endrundenspiel. Im mit 2:1 über den FC Stuttgarter Cickers gewonnenen Viertelfinale erzielte er das Tor zur 1:0-Führung in der 70. Minute. Mit demselben knappen Ergebnis wurde eine Woche später in Essen der amtierende Meister Holstein Kiel im Halbfinale bezwungen; Siegtorschütze war Heinrich Fischer in der 60. Minute.
Das sich anschließende und am 11. Mai 1913 in München ausgetragene Finale gegen den VfB Leipzig wurde mit 1:3 verloren. In der neunten Spielminute geriet seine Mannschaft durch einen unberechtigten Handelfmeter in Rückstand, der sich bis zur 60. Minute auf 0:3 erhöhte. Heinrich Fischer erzielte in der 75. Minute das einzige Tor für seine Mannschaft, er und seine Mitspieler mussten sich aber folglich als unterlegener Finalist – größter Vereinserfolg bis heute – begnügen. Seine letzten beiden Endrundenspiele bestritt er am 3. Mai 1914 in Essen beim 4:1-Viertelfinalsieg n. V. über den Altonaer FC 93 und das 14 Tage später beim VfB Leipzig mit 0:1 verlorene Halbfinale.
Der von 1914 bis 1918 andauernde Erste Weltkrieg sorgte für einen weitgehenden Stillstand des Spielbetriebs; Steinhauer absolvierte noch zwei Spielzeiten für den Kölner SC 1899 im Rheinischen Südkreis und schloss seine letzte Spielzeit mit der Mannschaft als Zweitplatzierter ab.

### Auswahlmannschaft
In der Saison 1912/13 gewann er mit der Auswahlmannschaft des Westdeutschen Spiel-Verbandes den Wettbewerb um den Kronprinzenpokal. Im Finale am 8. Juni 1913 in Berlin beim 5:3-Erfolg gegen die Auswahlmannschaft des Verbandes Brandenburgischer Ballspielvereine zeichnete sich Heinrich Fischer als dreifacher Torschütze aus. Den letzten bedeutsamen Erfolg in seiner Karriere erlebte er am 20. Juni 1920 im Finale um den Bundespokal in Hannover. Mit der Auswahlmannschaft des Westdeutschen Spiel-Verbandes gewann er diesen bedingt durch den 1:0-Sieg n. V. über die Auswahlmannschaft des Verbandes Mitteldeutscher Ballspiel-Vereine gemeinsam mit seinem Vereinsmitspieler Erich Pohl.

## Erfolge
- Zweiter der Deutschen Meisterschaft 1913
- Westdeutscher Meister 1913, 1914
- Bundespokal-Sieger 1920
- Kronprinzenpokal-Sieger 1913